# Digrammacris
Digrammacris är ett släkte av insekter. Digrammacris ingår i familjen gräshoppor.
Kladogram enligt Catalogue of Life:
| Digrammacris | \| \| Digrammacris bifidus \| \| \| \| \| \| Digrammacris distinguendus \| \| \| \| |
|              | \| \| Digrammacris bifidus \| \| \| \| \| \| Digrammacris distinguendus \| \| \| \| |
|              | Digrammacris bifidus                                                                |
|              |                                                                                     |
|              | Digrammacris distinguendus                                                          |
|              |                                                                                     |